# Boyuibe
Boyuibe är en ort i Bolivia.   Den ligger i departementet Santa Cruz, i den södra delen av landet, 260 km sydost om huvudstaden Sucre. Boyuibe ligger 811 meter över havet och antalet invånare är 3 075.
Terrängen runt Boyuibe är platt österut, men västerut är den kuperad. Trakten runt Boyuibe är nära nog obefolkad, med mindre än två invånare per kvadratkilometer.. Det finns inga andra samhällen i närheten.
I omgivningarna runt Boyuibe växer i huvudsak lövfällande lövskog.